# Kuřimské Jestřabí
Kuřimské Jestřabí (deutsch Jestrab bei Gurein) ist eine Gemeinde in Tschechien. Sie liegt neun Kilometer nordöstlich von Velká Bíteš und gehört zum Okres Brno-venkov.

## Geographie
Kuřimské Jestřabí befindet sich in der zur Böhmisch-Mährischen Höhe gehörigen Křižanovská vrchovina (Krischanauer Bergland) zwischen den Tälern der Libochovka und Blahoňůvka über der Quellmulde eines kleinen Baches. Südöstlich erhebt sich der Mlýnský vrch (435 m) und gegen Nordwesten die Pláně (477 m).
Nachbarorte sind Řikonín und Újezd u Tišnova im Norden, Chytálky, Horní Loučky und Dolní Loučky im Nordosten, Falcov und Nelepeč im Osten, Úsuší und Deblín im Südosten, Blahoňov im Süden, Prosatín und Katov im Südwesten, Kuřimská Nová Ves im Westen sowie Lubné und Kutiny im Nordwesten.

## Geschichte
Die erste schriftliche Erwähnung des Dorfes Jestřabí erfolgte im Jahre 1390, als Čeňek von Loučky und Kunštáts Ehefrau Margarethe den von ihrem Vater Jan von Lomnice und Deblín geerbten Besitz ihn die Ehe einbrachte und an die Herrschaft Deblín anschloss. 1415 verkaufte Jan von Lomnice die Herrschaft Deblín an Archleb von Veteřov. Ladislav von Boskowitz veräußerte Deblín mit allem Zubehör 1470 an die Stadt Brünn, die Jestřabí im selben Jahre der Herrschaft Kuřim zuschlug. Im Jahre 1839 lebten in den 31 Häusern des Dorfes 189 Menschen.
Nach der Aufhebung der Patrimonialherrschaften bildete  Kuřímské Jestřabí ab 1850 eine Gemeinde im Brünner Bezirk. 1859 wurde im Haus Nr. 30 der Schulunterricht aufgenommen. Zwei Jahre später entstand ein eigenes Schulhaus. Zum Ende des 19. Jahrhunderts wurde das Dorf als Jestřabí u Kuřími bezeichnet. Seit 1896 gehörte die Gemeinde zum neu gebildeten Bezirk Tischnowitz. 1898 entstand eine neue Schule, in die auch die Kinder aus Kuřimská Nová Ves und Blahoňov eingeschult waren. Im selben Jahr wurde eine Straße errichtet, die von Dolní Loučky bis zum Bach Blahoňovka führte, diese wurde 1906 über Jestřabí bis Katov verlängert. Das Dorf bestand im Jahre 1900 aus 39 Häusern und hatte 241 Einwohner. Zu Beginn des 20. Jahrhunderts setzte sich die Bezeichnung Kuřímské Jestřabí  durch und seit 1923 führt der Ort den amtlichen Namen Kuřimské Jestřabí. Im Jahre 1921 hatte die Gemeinde 225 Einwohner, die sämtlich Tschechen und Katholiken waren. 1927 entstand die Verbindungsstraße nach Blahoňov. Nach der Auflösung des Okres Tišnov kam das Dorf mit Beginn des Jahres 1961 zum Okres Žďár nad Sázavou. Die Schule wurde 1978 geschlossen, Schulort ist seitdem  Dolní Loučky. Zum 1. Januar 1995 erfolgte die Eingemeindung von Blahoňov, da das Dorf wegen der geringen Einwohnerzahl nicht in der Lage war, sich selbst zu verwalten. Seit Beginn des Jahres 2005 gehört die Gemeinde Kuřimské Jestřabí zum Okres Brno-venkov.

## Gemeindegliederung
Die Gemeinde Kuřimské Jestřabí besteht aus den Ortsteilen Blahoňov (Blahoniow) und Kuřimské Jestřabí (Jestrab) sowie einem Anteil von Chytálky.

## Sehenswürdigkeiten
- Kapelle des hl. Wenzel am oberen Ende des Dorfes
- Holzkreuz
- Naturdenkmal Pláně mit einer Fläche von 9,3 ha, der Wacholderbestand befindet sich nordwestlich des Dorfes